# Gleeph
 (décembre 2024).

Gleeph est un réseau social littéraire,.

## Fonctionnement
Gleeph est une application et un réseau social destiné aux lecteurs,. Accessible sur Android et iOS, elle permet aux utilisateurs de créer un compte, d’organiser leurs bibliothèques, de recevoir des recommandations personnalisées grâce à son moteur de suggestion Fahrenheit©, et d’échanger avec d’autres lecteurs,.
Une fois l’application téléchargée, les utilisateurs peuvent scanner ou rechercher des titres pour les intégrer à leur bibliothèque numérique, qu’ils classent dans différentes catégories : "j’ai" pour les livres possédés, "je veux" pour ceux à lire, "je lis" pour les lectures en cours, "j’ai lu" pour les livres terminés, et "j’aime" pour leurs préférences,.
En plus des fonctionnalités disponibles sur l’application, Gleeph dispose  d’une plateforme distincte destinée aux professionnels, Gleeph.pro. Cette plateforme permet aux libraires et aux éditeurs d’accéder à des outils et des données concernant les habitudes de lecture des utilisateurs. Gleeph comprend également un site internet, Gleeph.com, qui fournit des informations sur les livres, incluant des actualités littéraires, des critiques et des recommandations.

## Histoire
En 2019, Gleeph a été lancée à La Rochelle, en tant qu’application mobile de gestion de bibliothèque et de recommandation de livres. Gleeph est née de l’idée de Guillaume Debaig, qui, en expatriation, a voulu faciliter l'accès aux livres au sein des communautés francophones,. L'application agit comme un réseau social du livre, favorisant les rencontres entre lecteurs et leurs prochaines lectures,.
En décembre 2020, Gleeph lève 2 millions d’euros, auprès de la Banque des territoires et d’investisseurs privés,.
En juillet 2021, Gleeph signe un accord de partenariat avec Tite Live, une entreprise de logiciels de gestion et services numériques dédiés aux librairies. Ce partenariat permettait aux clients de Tite Live de profiter de l'algorithme personnalisé Fahrenheit, offrant une solution de recommandation pour leurs sites de vente en ligne,
En janvier 2022, Gleeph atteint 17 millions de livres et 150 000 étagères enregistrés. En fin d’année, Gleeph franchit le cap des 500 000 utilisateurs.
Début 2024, Jean Spiri (ex-secrétaire général du groupe Editis) rejoint Gleeph en tant que vice-président,.
En avril 2024, Gleeph boucle une 2e levée de fonds de la part de ses investisseurs historiques (Banque des territoires et investisseurs privés). Ce deuxième financement s’élève à 1 million d’euros,.